# Tulio José Carrasco Urruchi
Tulio José Carrasco Urruchi (Huancavelica, 23 de noviembre de 1927-Lima, 8 de octubre de 2008) fue escritor, abogado, periodista, sociólogo, historiador y planificador para el desarrollo perteneciente a la llamada Generación del 50 (Perú), de la que forman también parte Frida Manrique Silva, Mario Vargas Llosa, Julio Ramón Ribeyro, Manuel Scorza, Gustavo Valcárcel, Enrique Congrains, Augusto Salazar Bondy, Carlos E. Zavaleta, entre otros. El autor Rony Vásquez Guevara incluye a Tulio Carrasco dentro del género narrativo de minificción, o microrrelato como precisa el autor Oscar Gallegos Santiago.
"Si sus compañeros de la Generación (50) optaron por un tipo de literatura que describiera y analizara las consecuencias de la migración andina en las grandes urbes, Tulio Carrasco prefiere orientar sus letras por aquellos que optaron quedarse y labrar sus tierras, sobreviviendo a las inclemencias de la naturaleza y las condiciones precarias de sus tierras; en última instancia, enfocó la vida de sus personajes desde el olvido y la miseria a la que eran sometidos los indígenas."

## Biografía
Estudió la primaria en el Colegio Nacional La Victoria de Ayacucho en Huancavelica y Salesianos de Huancayo, terminando sus estudios secundarios en el Colegio San Agustín de Lima. Cursó Letras en la Pontificia Universidad Católica del Perú y Derecho en la Universidad Mayor de San Marcos recibiéndose de abogado en 1956 y periodista en 1961. Fue becado por la Organización de los Estados Americanos (OEA) en 1962 para estudiar Planificación para el Desarrollo en la Universidad de Cali, Colombia (1963-1964).
Fue nombrado Presidente del Comité de Desarrollo (CODE) de Huancavelica (1980); Gerente de la Corporación Departamental de Desarrollo (CORDE) de Huancavelica (1984); y Gerente de la Subregión de Huancavelica Región los Libertadores-Wari (1994): entidades absorbidas ahora por el Gobierno Regional de Huancavelica.
Cuando era estudiante universitario se reunía como muchos en el antiguo local de la Facultad de Letras y otras veces en la Facultad de Derecho de la Pontificia Universidad Católica del Perú PUCP, así como fue uno de los primeros concurrentes del Bar Palermo, Bar Embassy y otros lugares de la bohemia limeña, junto con Alberto Escobar, Pablo Macera, Vargas Vicuña, Enrique Congrains, Julio Ramón Ribeyro, Carlos Eduardo Zavaleta, Raúl Gado Pagaza; y posteriormente, con toda aquella generación de jóvenes escritores, ensayistas, críticos que durante las décadas del cincuenta y sesenta, cumplieron veladas, lecturas y encuentros literarios y candentes diálogos en los campos histórico-social y político. Escribe Julio Ramón Ribeyro, ganador del premio Rulfo, en su diario hecho libro La Tentación del Fracaso: “…¿Cuándo me corregiré? Ayer no vine a dormir a mi casa. Pasé toda la noche con Paco Bendezú y Tulio Carrasco. Estuvimos en el ‘Negro Negro’, luego recorriendo los bulines (…)”. Y señalando el 14 de agosto de 1952: “Lectura de cuentos en el Negro-Negro, presentación de Sebastián Salazar Bondy. Leímos Tulio Carrasco, Carlos Zavaleta, Lola Thorne (un texto de Rubén Sueldo Guevara) y yo."

## Obras
- Como cuentista ha escrito libros:

“Cuentos de tierra adentro” (1952);
“Cuentos de la city” (1953);
“Mala entraña: Cuentos del Ande” (1954); 
“Cuando cante el gallo” (1956); 
“La escalera: cuentos y relatos” (1959, reimpreso 2007); 
“Revolución en noviembre” (1972); 
“Postdicciones” (1978); 
“Palli y otros cuentos” (1981). 
- En poesía ha compuesto tres cantos:

“Dios te salve Huancavelica” (1956); 
“Chimbote, yo creo en ti” (1968); y 
“Cómo me dueles Patria” (1975); 
- En poemarios:

“Tú tan lejos y tan cerca de mí” (1956); 
“Once poemas” (1960); 
“Cuando describo la geografía del amor”; y 
“Amor en la Villa” (1982). 
- Como periodista

ha colaborado en diarios y revistas del país y el extranjero. Ha sido director y fundador de la revista “Nosotros”, “La Gaceta de Huancavelica”, “Puro Perú” y fundador de “Crítica” (Huancavelica).
- Como libros técnicos ha escrito:

“Derecho Runa” libro sobre derecho consuetudinario peruano a solicitud del Instituto Indigenista Interamericano; 
“Huancavelica: unidad territorial y cultural” (1979); 
“Teoría del Desarrollo y Plan Departamental a largo plazo de Huancavelica” (1981); 
“Chimbote, un caso de desarrollo industrial”; 
y "Proyecto de desarrollo urbano periférico de Trujillo, Chiclayo y Piura".
Los “Ecorelatos de nuestra fauna en extinción” (2008) es un compendio de cuentos cortos con datos técnicos de la fauna peruana. 
- Como ensayos histórico-cultural ha publicado los libros de

"Huancavelica y la Invasión Chilena" (1983) En Compendio de la Resistencia de La Breña: "Huamachuco y el Alma Nacional (1882-1884)" Tomo III Vol.2. Ejército del Perú. Imprenta del Ministerio de Guerra. Lima, Perú. 1240 pp (pags.819-837).
“Cronología de Huancavelica: Hechos, poblaciones y personas” (2003) y 
“Angaraes, la Nación de las Águilas Reales: Mitos, Tradiciones e Historia.” (2007).